# Айяс-кыпчак
Айяс — кыпчакский батыр, правитель Сарайчика, один из самых верных сторонников Едыге-бия.

## Биография
Айяс-кыпчак был одним из самых верных сторонников Едыге-бия, и его наследника Мансур-бия. Его периодом было то время, когда два враждующих рода — потомков Урус-хана и потомков Едыге-бия решили забыв о старых обидах, объединится для борьбы против других кланов в междоусобной войне в Золотой Орде. Союз двух родов ставил себе конечной целью «возродить» целостную Золотую Орду. Но этот союз продлился недолго, поскольку в 1427 году Барак-хан (внук Урус-хана) убил своего эмира Мансура. 
Возмущенный деянием хана, Айяс-кыпчак решил отомстить ему. Вскоре для этого возник удобный случай, поскольку другие сыновья Едыге-бия пошли войной на Барак-хана. В ходе начавшегося сражения Айяс-кыпчак перешел на сторону на сторону сыновей Едыге, разыскал Барака и убил его.

Братья эмира Мансура — Гази и Наурыз высоко оценили поступок Айяс-кыпчака. Три века спустя, Абд ал-Гаффар Кырыми писал: 
«Ему в руки был дан ярлык и должность даруги города Сарайчык, с выплатой каждый год тридцать тысяч золота. Это и является причиной того, что по сегодняшний день они называют себя правителями кыпчакского народа в Сарайчике».

## Семья
Айяс-кыпчак, по некоторым шежире, был дядей Кобыланды-батыра, по другим — его внуком. 

## Потомки
Ураном (родовым кличем) казахских кыпчаков является «Ойбас». 